# George Robson (pilote)
Pour les articles homonymes, voir George Robson.
George Robson, né le 24 février 1909 à Newcastle upon Tyne et mort le 2 septembre 1946 à Atlanta, est un pilote automobile canadien, naturalisé américain, dont la carrière s'est déroulée dans les années 1940. 
Il remporte les 500 miles d'Indianapolis en 1946. 
Il meurt avec George Barringer (en) dans un accident sur le circuit de Lakewood Speedway (en).